# Unități de măsură folosite în aviație
În toate țările, cu excepția fostelor state din URSS și a Chinei, chiar și în cele în care sistemul internațional (SI) este în vigoare, piloții și controlorii de zbor din aviație folosesc unități din sistemul anglo-saxon de unități. Există trei motivații pentru asta:
- obișnuința,
- faptul că avioanele pe care zboară sunt echipate cu aparate de bord gradate în astfel de unități,
- importanța pieții materialului volant, respectiv a aparatelor de navigație aeriană din Statele Unite ale Americii.

## Unități

#### Unități adoptate
Unitățile de măsură adoptate legal în România sunt următoarele:
- mila marină (sau mila nautică - NM) pentru măsurarea distanțelor,
- nodul (kt) pentru măsurarea vitezei,
- piciorul (ft), pentru măsurarea altitudinii.

În afară de acestea, în unele țări care folosesc SI este legiferată și:
- țolul de mercur (inHg) pentru măsurarea presiunilor la admisie.

Nodul (kt) este o unitate derivată. Tot o unitate derivată este și piciorul pe minut (ft/min), folosită pentru măsurarea vitezei ascensionale.

#### Conversii
Factorii de conversie sunt următorii:
- 1 NM = 1852 m
- 1 kt = 1 milă marină pe oră = 1,852 m/h = 1852 / 3600 m/s = 0,514(4) m/s
- 1 ft = 0,3048 m = 3,048×10-1 m
- 1 inHg ≈ 3386 Pa = 33,86 hPa

#### Mod de utilizare
Aceste unități se pretează la calcule simple pentru piloți. Exemple:
- 1 kt = 1 NM/oră
- 1 NM ~ 6000 ft (6076 ft)
- Un plan de coborâre sau de urcare exprimat în procente se poate obține înmulțind viteza orizontală în noduri cu procentul, iar rezultatul este numeric aproximativ egal cu viteza verticală exprimată în picioare/minut. Exemplu: la o viteză de 100 kt, pentru o coborâre cu 5 % viteza verticală trebuie să fie aproximativ 500 ft/min.
- Stabilirea înclinării necesare pentru efectuarea unui viraj de 180° într-un minut se poate face prin înmulțirea vitezei exprimate în noduri cu procentul de 15 %. Exemplu: la 140 kt, pentru asta avionul trebuie înclinat la 21°.

Totuși, aceste considerente sunt subiective, deoarece și în sistemul metric se pot stabili relații la fel de simple. De exemplu, la panta de coborâre normală (cca. 4°), viteza de coborâre exprimată în metri pe minut este aproximativ egală cu viteza avionului exprimată în kilometri pe oră.